# Tim Bachman
Timothy Gregg 'Tim' Bachman (Winnipeg, 1 augustus 1951 – 28 april 2023) was een Canadees gitarist en zanger die vooral bekend werd door zijn werk met Brave Belt en Bachman-Turner Overdrive (BTO). Bachman was een van de vier originele leden van BTO, samen met zijn broers Randy (zang en gitaat) en Robbie (drums) en Fred Turner (basgitaar en zang). 
BTO verkocht bijna 30 miljoen albums wereldwijd.